# Miller-Samtfledermaus
Die Miller-Samtfledermaus (Molossus pretiosus) ist eine Fledermausart aus der Familie der Bulldoggfledermäuse (Molossidae). Das lateinische Artepitheton pretiosus bedeutet „von großen Wert“. Die Art kommt in Mittelamerika sowie im nördlichen Südamerika vor.

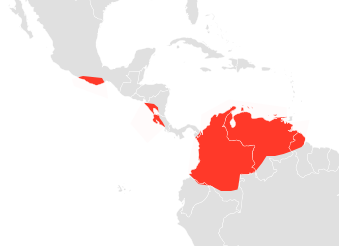
Verbreitungsgebiet von Molossus pretiosus

## Beschreibung
Die Miller-Samtfledermaus ist wie alle Arten der Gattung Molossus sehr kräftig gebaut, hat sehr dicke und kurze Kiefer und schmale Flügelspitzen. Die Art erreicht eine Körperlänge von rund elf Zentimetern, wovon rund vier Zentimeter auf den Schwanz entfallen, sowie ein Gewicht von 21 bis 29 Gramm. Der Schädel ist kurz und breit, das Gebiss besteht aus 26 Zähnen. Das Fell ist frisch nach dem Fellwechsel oberseits schwärzlich bis schwarz, unterseits etwas heller. Mit zunehmender Abnutzung wird das Fell dunkelrotbraun bis rötlich orange und dann beim Fellwechsel wieder durch schwarzes Fell ersetzt. Die rötliche Färbung der Haare entsteht wahrscheinlich durch den Abbau des schwarzen Farbstoffes im Haar. Die Ohren sowie die Flughaut sind schwarz gefärbt. Die beiden Geschlechter unterscheiden sich vor allem in der Größe und im Gewicht, Männchen sind im Mittel größer und schwerer.

## Verbreitung und Lebensraum
Das Verbreitungsgebiet der Miller-Samtfledermaus erstreckt sich von Nicaragua im Norden bis nach Kolumbien, Venezuela und Guyana im Süden. In Kolumbien leben isolierte Populationen in den Flusstälern des Río Cauca und des Río Magdalena sowie in einigen Gebirgstälern der Anden.
Die Art bewohnt weitgehend unbewaldete Gebiete wie Grassavannen, offenes Waldland und Buschland mit Dornensträuchern und Kakteen.

## Lebensweise
Die Miller-Samtfledermaus übertagt in kleinen Kolonien. Als Tagesquartiere werden von Arten der Gattung Molossus Palmblätter, hohle Bäume, Höhlen, aber auch menschliche Bauwerke wie Dächer und Brücken genutzt. Tagesquartiere von Molossus pretiosus wurden bisher in einer Höhle, in einem Kirchendach und in einem hohlen Baum gefunden. Die Art wurde bei der Jagd relativ niedrig über natürlichen und künstlich angelegten Gewässern, aber auch hoch über einer Kaffeeplantage beobachtet. Als Nahrung dienen nach Kotuntersuchungen Nachtschmetterlinge und Käfer.

## Krankheiten und Parasiten
Als einzige Endoparasiten konnten bisher Protozoen der Gattung Trypanosoma, Untergattung Schizotrypanum nachgewiesen werden. Ektoparasiten sind bisher nicht bekannt.

## Systematik
Zwischen der Miller-Samtfledermaus und Molossus ater wurden 1989 keine genetischen Unterschiede gefunden. M. pretiosus wird dennoch als eigene Art betrachtet, da sie reproduktiv von M. ater isoliert ist, obwohl sich die Verbreitungsgebiete der beiden Arten zum Teil überschneiden. Weiterhin bestehen zwischen beiden Arten deutliche Größenunterschiede. Molossus currentium unterscheidet sich nur durch ein artspezifisches Allel von diesen beiden Arten. 
In Mittelamerika wurde zwischen mehreren Arten der Gattung Molossus einschließlich Molossus pretiosus in gewissem Umfang Hybridisierungen festgestellt.

## Bestand und Gefährdung
Angaben zur Bestandsgröße oder über Bestandstrends gibt es nicht, Molossus pretiosus
wird als insgesamt wenig häufig beschrieben. Der Weltbestand gilt laut IUCN aufgrund des großen Verbreitungsgebietes und der offenbar relativ  großen Anpassungsfähigkeit an Lebensraumveränderungen als ungefährdet („least concern“).